# Lonchocarpus dipteroneurus
Lonchocarpus dipteroneurus är en ärtväxtart som beskrevs av Henri François Pittier. Lonchocarpus dipteroneurus ingår i släktet Lonchocarpus och familjen ärtväxter. Inga underarter finns listade i Catalogue of Life.